# Titanebo texanus
Titanebo texanus là một loài nhện trong họ Philodromidae.
Loài này thuộc chi Titanebo. Titanebo texanus được Willis J. Gertsch miêu tả năm 1933.